# Patricia Pedrosa
Patricia Pedrosa é uma roteirista e diretora de televisão brasileira. Atualmente, é diretora de gênero humor na TV Globo.

## Filmografia

### Televisão
| Ano     | Título                     | Função            | Notas |
| ------- | -------------------------- | ----------------- | ----- |
| 2014    | A Grande Família           | Direção           | [ 1 ] |
| 2015    | Chapa Quente               | Direção           | [ 2 ] |
| 2015-17 | Mister Brau                | Direção           | [ 3 ] |
| 2017-19 | Álbum da Grande Família    | Roteiro e Direção |       |
| 2017    | A Fórmula                  | Direção Geral     |       |
| 2019-23 | Cine Holliúdy              | Direção Artística |       |
| 2019    | Shippados                  | Direção Artística |       |
| 2020    | Todas as Mulheres do Mundo | Direção Artística |       |
| 2020    | Amor e Sorte               | Direção Artística |       |
| 2025    | Aberto ao Público          | Criadora          |       |

## Filmografia

### Cinema
| Ano  | Título            | Função                | Notas |
| ---- | ----------------- | --------------------- | ----- |
| 2025 | Coisa de Novela   | Supervisora artística |       |
| 2025 | Fábrica de Sonhos | Direção               |       |